# Льнотеребилка

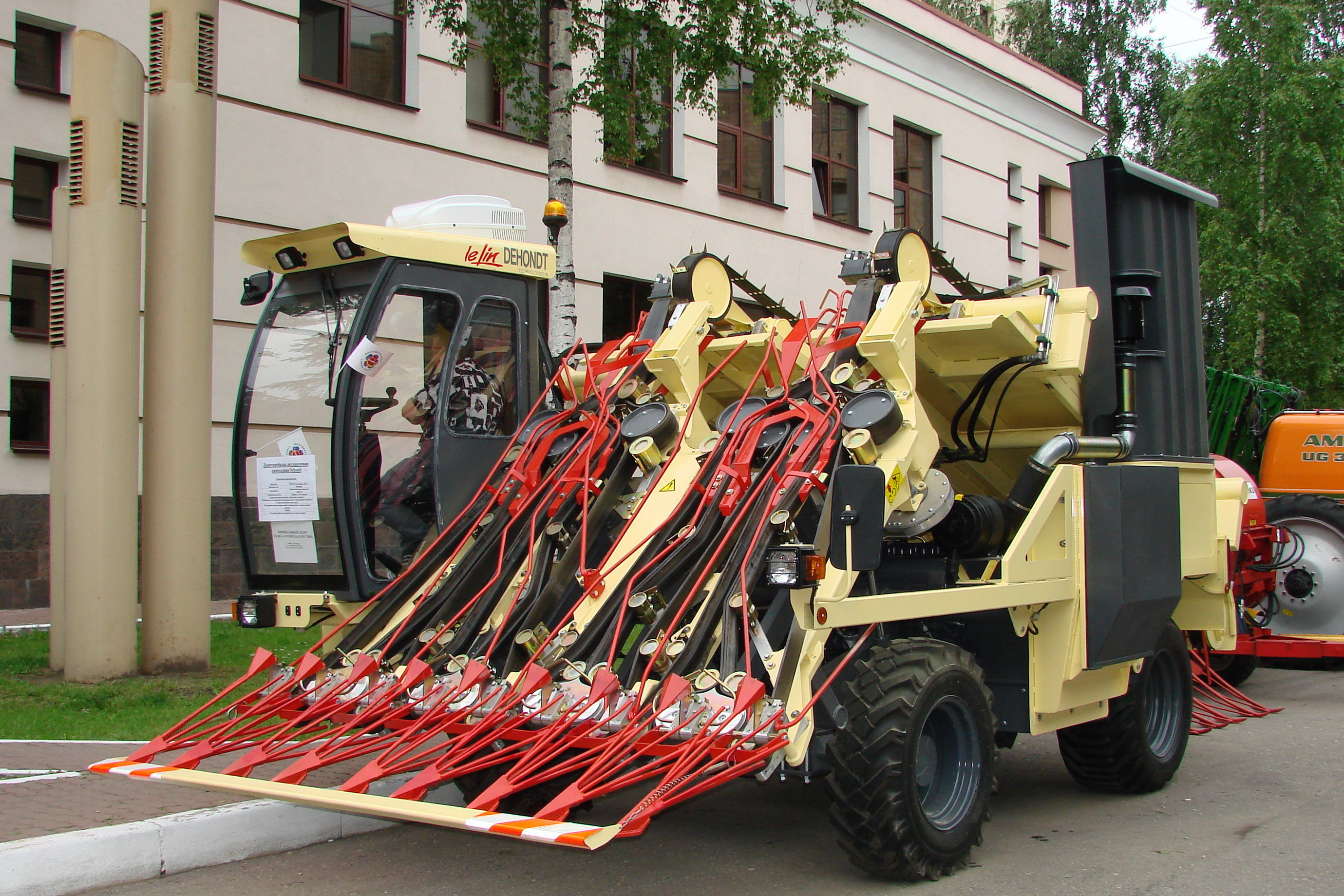
Самоходная льнотеребилка Dehondt

Льнотеребилка — сельскохозяйственная машина, предназначенная для теребления стеблей льна и расстила их по поверхности поля в виде ленты.

## Принцип работы
Основной рабочий орган льнотеребилки — ленточно-дисковый теребильный аппарат с делителями, состоящий из бесконечного теребильного ремня, прижатых к нему обрезиненных дисков, нажимных роликов, ведущего и натяжного шкивов и выводящего устройства. Делители подводят стебли льна в теребильные ручьи, в которых они зажимаются теребильным ремнем, выдёргиваются им из земли, подаются на транспортёр выводящего устройства. Выводящее устройство сбрасывает стебли на землю в виде ленты.

## Классификация
По принципу агрегатирования различают навесные, прицепные и самоходные льнотеребилки.